# Jakub Wujek

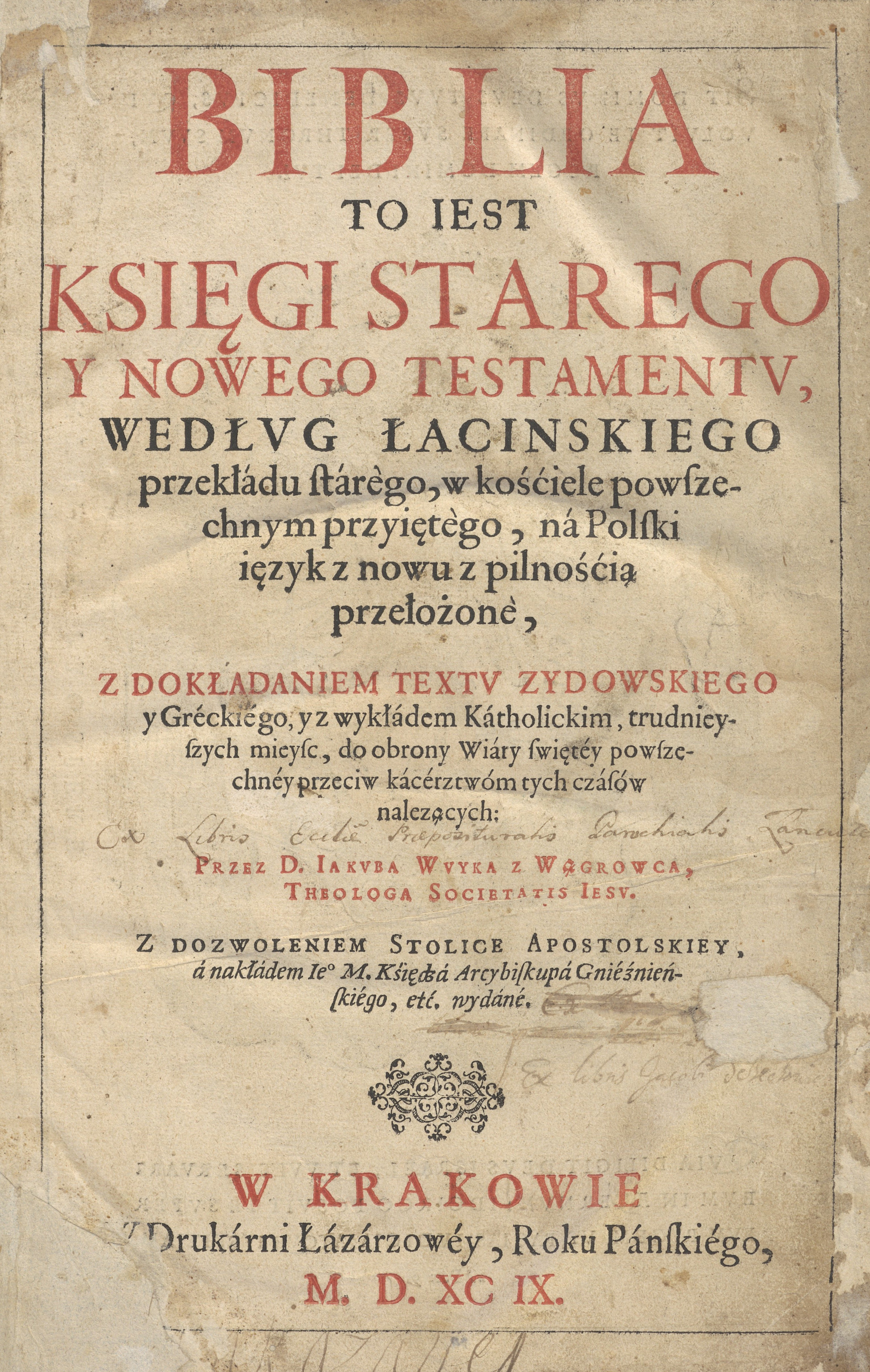
A Wujek-Biblia 1599-es kiadásának címlapja

Jakub Wujek, magyar nyelvű forrásokban Wujek Jakab, illetve Jacobus Vangrovitius (Wągrowiec, 1541 – Krakkó, 1597. április 27.) lengyel jezsuita, teológus, a kolozsvári jezsuita akadémia első rektora, a Biblia lengyel fordítója.

## Életpályája
A wągrowieci ciszterci iskolában tanult, majd tanulmányait Sziléziában folytatta, ahol különösen a nyelvtehetségével tűnt ki. 1559-ben megszerezte a filozófiai tudományok doktori címet.
Ezt követően a Jakub Uchański krakkói püspök iskolájában tanított. Amikor Uchanski prímás lett, Wujeket a bécsi jezsuita kollégiumba küldte. Itt Wujek filozófiai tanulmányait matematikával és görög nyelvvel egészítette ki.
1565-ben Bécsben belépett a jezsuita rendbe, és noviciátusát követően a Collegium Romanumban tanult, ahol doktori fokozatot szerzett. Két év után Rómából visszatért Lengyelországba, és Pułtuskban a jezsuita kollégiumban lett tanár. 1568-ban pappá szentelték. 1571–1578 között megszervezte a poznańi jezsuita kollégiumot, 1578–1580 között a vilniusi akadémia, illetve az ebből alapított egyetem rektora volt.
1579–1584 között megszervezte Kolozsváron az erdélyi rendtartományt, és ő volt a kolozsvári jezsuita akadémia első rektora, egyben a gyermek Báthory Zsigmond nevelője. Kolozsváron felettese volt Szántó (Arator) Istvánnak, akivel nem a legjobb viszonyban volt, ezért kölcsönösen panaszt tettek egymásra a lengyel rendtartománynál. Kolozsvárról írott levelei, amelyben beszámol többek között az akadémia építéséről, az erdélyi művelődéstörténet forrásai. A jezsuiták Erdélyből történt többszöri kiűzését követően újra meg újra visszatért, utoljára 1595–1597 között vezette a szemináriumot.
1584-ben a rend megbízásából elkezdte a Biblia lengyelre fordítását a Szent Jeromos-féle latin Vulgata alapján, amelyet 1546-ban a tridenti zsinat a római katolikus egyház hivatalos szövegévé minősített. A Wujek által fordított Újszövetség 1593-ban jelent meg, kiegészítve a protestáns Breszti Bibliára valamint a Symon Budny- és Marcin Czechowic-féle szociniánus változatra vonatkozó figyelmeztetésekkel. Czechowic plágiummal vádolta Wujeket, akinek a nevében Marcin Łaszcz válaszolt a vádakra. 1594-ben megjelent egy javított és zsoltárokkal kiegészített kiadás, a végleges változat 1595-ben készült el. Mivel azonban a fordítás a Vulgata 1590-es V. Szixtusz-féle kiadásán (Vulgata Sixtina) alapult, a jezsuiták átdolgozták, és a VIII. Kelemen-féle 1592-es kiadáshoz (Vulgata Sixto-Clementina) igazították. A hivatalos fordítás csak Jakub Wujek halála után, 1599-ben jelent meg. Noha a jezsuiták nagyszámú és jelentős változtatásokat hajtottak végre, a bibliafordítás Jakub Wujek nevéhez kötődően maradt fenn a történelemben, és több mint három évszázadon át a lengyel katolikusok hivatalos szövegeként szolgált.

## Főbb művei
- Postylla katoliczna
- Postilla mniejsza
- Żywoty
- Pasję

## Fordítás
- Ez a szócikk részben vagy egészben a Jakub Wujek című angol Wikipédia-szócikk ezen változatának fordításán alapul.  Az eredeti cikk szerkesztőit annak laptörténete sorolja fel. Ez a jelzés csupán a megfogalmazás eredetét és a szerzői jogokat jelzi, nem szolgál a cikkben szereplő információk forrásmegjelöléseként.
- Ez a szócikk részben vagy egészben a Jakub Wujek című német Wikipédia-szócikk ezen változatának fordításán alapul.  Az eredeti cikk szerkesztőit annak laptörténete sorolja fel. Ez a jelzés csupán a megfogalmazás eredetét és a szerzői jogokat jelzi, nem szolgál a cikkben szereplő információk forrásmegjelöléseként.